# 常羲
常羲，《山海經·大荒西經》中天帝帝俊之妻，傳說生了十二个月亮，此即为一年十二个月之由來。王國維則指出其為帝喾之妻娵訾氏常儀（又稱尚儀、常宜），是帝挚之母。
清代畢沅根據音韻學上的考據，認為常羲即為嫦娥的前身。

## 相關
- 帝俊
- 羲和 (神氏)
- 嫦娥
- 月神